# 男はつらいよ 寅次郎サラダ記念日
『男はつらいよ 寅次郎サラダ記念日』（おとこはつらいよ とらじろうサラダきねんび）は、1988年12月24日に公開された日本映画。『男はつらいよ』シリーズの40作目。上映時間は100分。観客動員は182万2000人。配給収入は12億5000万円（12億3000万円とも）。同時上映は、後にシリーズ化される『釣りバカ日誌』の第1作。

## 作品概要
- 題名の由来は、俵万智の歌集『サラダ記念日』から。寅次郎が早稲田大学で講義を受ける場面があるなど、歌集の世界を反映した内容となっている。俵の歌も随所に使われている。
- 公開2年前に大河ドラマ『いのち』で女医役を演じ高い評価を得た三田佳子が、本作でも女医役として出演した。また『いのち』でナレーションを務めた奈良岡朋子は、本作では三田佳子演じる真知子の母親役で出演している。
- 早稲田大学での撮影では、実際の早大生がエキストラとして出演している。
- この作品から第45作までの御前様は、最後のさくらと話をする座っているシーンしか出番がない。これは、笠智衆が癌となったため、出演シーンは笠の自宅で撮影したからである[要出典]。
- 上映中に元号が平成に変わったため、シリーズ中では昭和最後の作品ということになる。
- 「本家とらや老舗」の屋号が「本家くるま菓子舗」（通称：くるまや）に変更し、店員として新しく関西出身の従業員・三平（北山雅康）が雇われた。
- 後の『男はつらいよ 寅次郎紅の花』では、満男と寅次郎の会話のやりとりで、原田真知子のことが言及されている。

## あらすじ
冒頭、寅次郎はさくらへの便りの形で、「お前の息子に、決して伯父さんみたいな人間になるなと、朝晩言って聞かせてやれよ」と独白する。

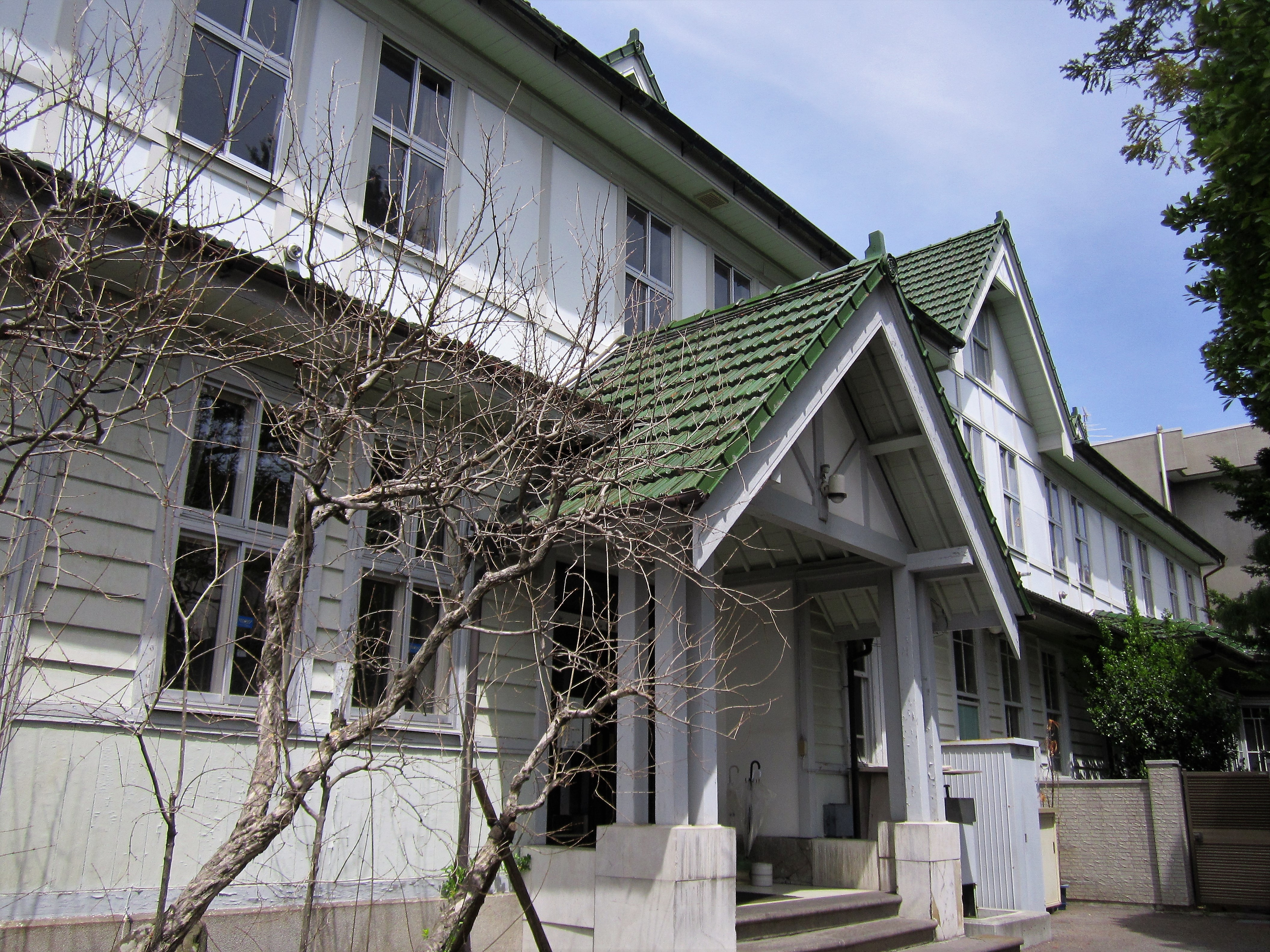
小諸病院外観

初秋の信州は小諸を訪れた寅次郎は、そこで一人暮らしの老婆（鈴木光枝）と知り合い、請われる形で老婆の家を訪れ、楽しい一晩を過ごした。翌朝、小諸病院の女医・真知子（三田佳子）が老婆を迎えに来るが、老婆は病院でなく、家で死にたいと言う。しかし寅次郎が病院まで付き添うと言ったので、老婆も何とか納得して、わが家との別れを惜しみつつ、入院する。そんないきさつから真知子とすっかり仲良くなった寅次郎は家に招かれ、真知子が未亡人ということもあって、またしても恋の虜になる。そこへ、東京から真知子の姪の由紀（三田寛子）が訪ねてくる。由紀の趣味である短歌などの話題で盛り上がるが、真知子は亡き最愛の夫の影を寅次郎に感じていた。「ため息をどうするわけでもないけれど少し厚めにハム切ってみる」。

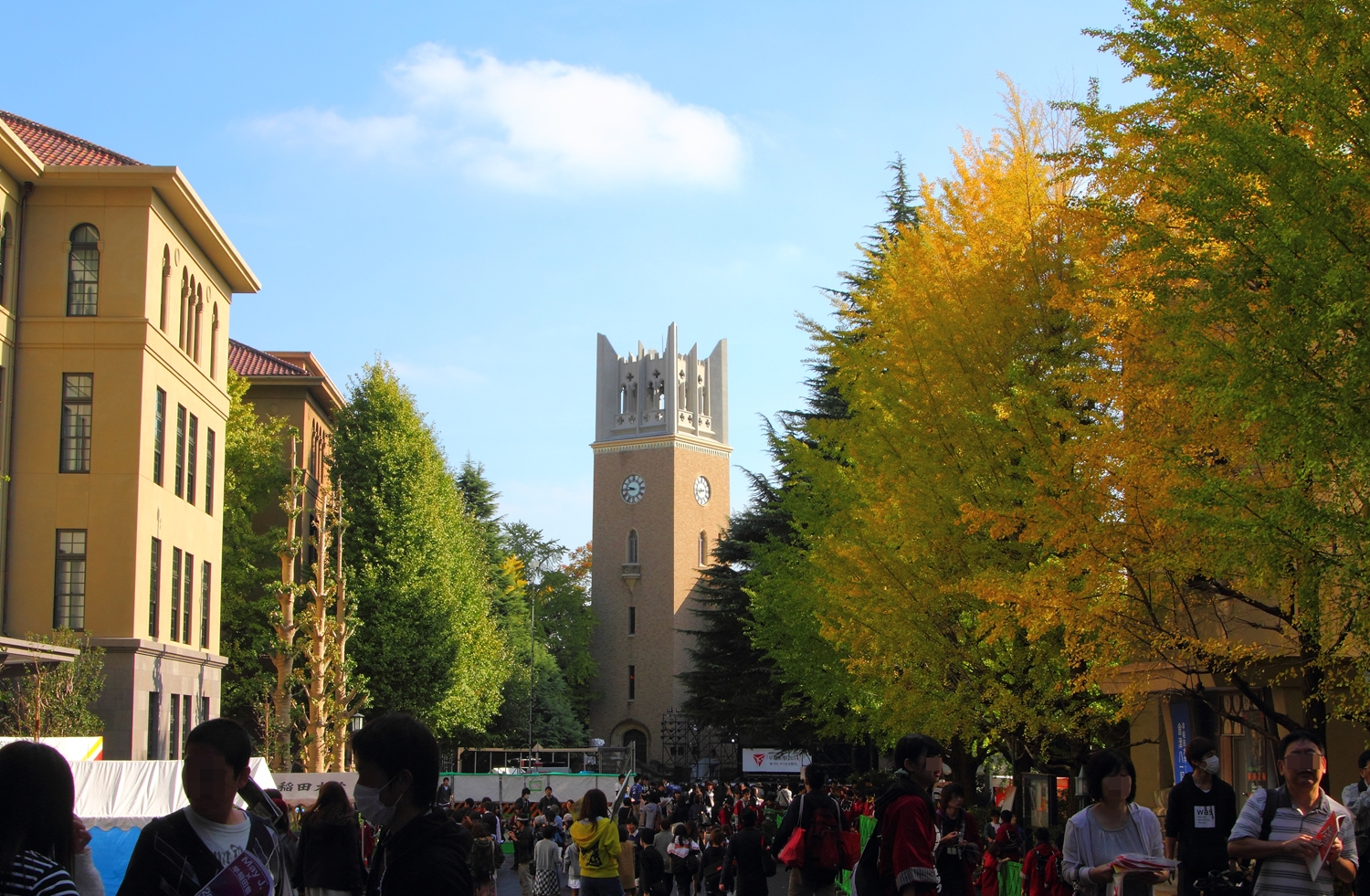
早稲田大学

柴又に帰った寅次郎は、由紀が通う早稲田大学へ出かける。ひょんなことから講義を受ける事になるが、ワットに始まる産業革命を語る教授に対しておかしな質問をして講義を滅茶苦茶にしてしまい、ついには、興味を持った学生たちを前に、友人の「ワットくん」（第20作『男はつらいよ 寅次郎頑張れ!』で中村雅俊が演じた青年）のガス自殺未遂の話などおかしな講義を行ってしまう。「寅さんが早稲田の杜にあらわれてやさしくなった午後の教室」。
真知子は、母親（奈良岡朋子）に預けた息子に会いに東京に来るが、このまま女の幸せを犠牲にして小諸で働き続けることに疑問を感じ始めていた。そんな時、由紀に大学に来た寅次郎の話を聞いて電話番号を調べてもらい、柴又に家族揃って遊びに行く。若者たちが江戸川堤で遊ぶ中、真知子はくるまやの茶の間で寅次郎たちと思い出話に浸り、小諸の老婆とその夫の最後まで心の通い合った関係を寅次郎に聞いて、亡き愛する夫に対するもどかしさを語る。そして、柴又駅での別れ際、寅次郎に「寅さんと話してるとね、私が一人の女だということを思い出すの」と告げる。寅次郎はそんな真知子の言葉に、何も返答することができない。「愛ひとつ受けとめかねて帰る道長針短針重なる時刻」。
しばらくすると、小諸の老婆が危篤だという連絡が真知子から入る。寅次郎は由紀と、寅次郎がきっかけで由紀のボーイフレンドになった茂（尾美としのり）の車で急いで小諸へ向かうが、一足遅く老婆は亡くなってしまっていた。家で最期を迎えたいと望んでいた老婆の思いに応えることができなかったということを含め、現状の自分に悩む真知子は、寅次郎の肩に顔を当てて泣く。しかし、相変わらず寅次郎は受け止めてやれない。真知子を支えられる男性として、「筋道を立てて」一緒に「考えてくれる」人の存在が必要だと感じ、自分にはその役割はできないと感じたのだった。寅次郎は真知子の帰宅前に小諸から去ることにする。それを知った由紀が、「叔母ちゃまを好きなのね」と呟く。すると寅は由紀が作ったばかりのサラダを一口食べて、「うん、いい味だ」とだけ答える。「寅さんが『この味いいね』と言ったから師走六日はサラダ記念日」。
寅次郎は松本、さらには九州へと旅立って行った。真知子からくるまやに電話が来て、寅次郎が去ったことを告げるが、くるまやの人たちは誰も寅次郎のことを馬鹿にすることなく、思いやる。「旅立ってゆくのはいつも男にてカッコよすぎる背中見ている」。
さくらと博は、由紀の短歌がとてもいいから、『サラダ記念日』として出版して大もうけできるかもと笑い合うのであった。

## キャスト
- 車寅次郎：渥美清
- 諏訪さくら：倍賞千恵子
- 原田由紀：三田寛子 - 真知子の姪。早稲田大学文学部日本文学科。短歌を学ぶ。
- 尾崎茂：尾美としのり - 早稲田大学文学部ロシア語学科在籍。
- 車竜造（おいちゃん）：下條正巳
- 車つね（おばちゃん）：三崎千恵子
- 諏訪博：前田吟
- 社長（桂梅太郎）：太宰久雄
- 源公：佐藤蛾次郎
- 諏訪満男：吉岡秀隆
- 院長：すまけい -  小諸病院院長。
- 富永教授：三國一朗 - 早稲田大学教授。西洋近代史。
- 泥棒：笹野高史 - オープニングとエンディングに登場。
- ポンシュウ：関敬六
- 印刷工・中村:笠井一彦
- ゆかり:マキノ佐代子 - 朝日印刷事務員。
- 北上三平:北山雅康 - くるまやの店員。初登場。
- 車掌:武野功雄 - 信州、小海線。
- キクエの親族:篠原靖治
- 葬儀の親族:川井みどり
- 看護師:光映子 -  小諸病院。
- 江戸屋:石川るみ子
- 恵子:菅野志桜里
- 中込キクエ：鈴木光枝 - 寅さんが小諸駅前のバス停で出会う一人暮らしのおばあちゃん。
- 八重子：奈良岡朋子 - 東京に住む真知子の母。
- 御前様：笠智衆
- 原田真知子：三田佳子 - 小諸病院に勤務する女医。夫が山で遭難し現在独り身。
- 早大生:吉住由木夫（ノンクレジット）
- 早大生:吉田剛（ノンクレジット）
- 小諸の若い衆:出川哲朗（ノンクレジット）
- 小諸の若い衆:西条昇（ノンクレジット）
- 備後屋:露木幸次（ノンクレジット）
- 葬儀の手伝い:谷よしの（ノンクレジット）

## 由紀の短歌
ため息をどうするわけでもないけれど 少し厚めにハム切ってみる（由紀の朗読）
寅さんが早稲田の杜にあらわれて やさしくなった午後の教室
＊ダイレクトメールといえどわれ宛の 葉書喜ぶ秋の夕暮れ
＊愛人でいいのと歌う歌手がいて 言ってくれるじゃないのと思う
朝刊のようにあなたは現れて はじまりという言葉かがやく
愛ひとつ受けとめかねて帰る道 長針短針重なる時刻
バレンシアオレンジしかもつぶ入りの１００パーセント果汁のように
文庫本読んで私を待っている背中見つけて少しくやしい
小春日の早稲田通りのチンドン屋 見ルナ見ルナというように行く
初めての口づけの夜と気がつけば ばたんと閉じてしまえり日記
寅さんが「この味いいね」と言ったから 師走六日はサラダ記念日
＊＊平凡な女でいろよ 激辛のスナック菓子を食べながら聞く
＊＊＊旅立ってゆくのはいつも男にて カッコよすぎる背中見ている
無印は字幕 ＊茂が読む  ＊＊さくらが読む  ＊＊＊由紀が真知子に宛てた1989年の年賀状（由紀の声）

## ロケ地
- 山梨県北杜市
- 長野県小諸市
- 東京都大田区（真知子の家）、新宿区（早稲田大学）
- 長崎県島原市（島原城・啖呵売）

出典

## 挿入曲
- エミール・ワルトトイフェル作曲（編曲）：ワルツ『女学生』作品191～幼稚園の運動会の音楽。
- 『小諸馬子唄』寅さんとキクエが出会う小諸駅前。バス車内（尺八）。くるまやで寅さんが真知子にキクエの夫の最期を語るシーン（尺八）
- :小諸出てみろ／浅間の山に／今朝も煙が／三筋立つ
- テクラ・バダジェフスカ作曲：『乙女の祈り』オルゴール～寅さんがくるまやを訪れる場面。柴又商店街から聞こえてくる。
- フランス民謡：『月の光に』ピアノ独奏～真知子の息子が学校から八重子宅に帰ってくる場面。
- フェルディナント・バイエル作曲『バイエルピアノ教則本』作品101から第10番～東京の八重子宅。
- 『ステレオ太陽族』 サザンオールスターズ

## スタッフ
- 監督：山田洋次
- 脚本：山田洋次、朝間義隆
- プロデューサー：島津清
- 音楽：山本直純

## 受賞歴
- 第13回日本アカデミー賞優秀主演女優賞 / 三田佳子[4]
- 第7回ゴールデングロス賞優秀銀賞[5]